# El Pinar dels Frares
|  | Per a altres significats, vegeu «El Realenc (Crevillent)». |

El Pinar dels Frares (també conegut com el Realenc) és un enclavament de 4,87 km² del terme municipal de Xàtiva (La Costera) en la Ribera Alta, reminiscència de l'antic terme medieval. Està situat entre els termes de Carcaixent (N), Simat de la Valldigna (E), Sant Joan de l'Énova (O) i Rafelguaraf (S). Té el seu origen en una donació de Jaume I als dominics.
Actualment hi viuen una trentena de persones i està dedicat a l'agricultura. Inclou també al seu interior una caseria despoblada anomenada el Realenc o Casa dels Frares. Tot i el seu xicotet terme, el Realenc dona nom a una finca de 30.000 fanecades situada entre els termes dels municipis colindants, i que és la major finca agrícola del País Valencià.